# 沙崙 (桃園市)
沙崙，是臺灣桃園市大園區的一個傳統地域名稱，位於該區東北部。相較於今日行政區，其範圍大致包括沙崙里、後厝里、埔心里北部（桃園國際機場區域西北部）。
本地區東南端現為桃園國際機場的一部分。

## 歷史
台灣清治末期至日治初期，沙崙地區為一街庄，稱為「沙崙庄」，隸屬於竹北二堡。該庄北臨台灣海峽，東北邊有一小段與坑仔口庄為鄰，東與竹圍庄為鄰，南邊為大牛稠庄，西邊隔埔心溪與圳股頭庄為界。
1901年（日治明治三十四年）11月，全台廢縣廳改設二十廳，該庄隸屬於桃仔園廳。1903年（明治三十六年），改名桃園廳。1909年（明治四十二年）10月，合併二十廳為十二廳，該庄隸屬不變。1920年（大正九年），廢十二廳改設五州二廳，該庄改制為「沙崙」大字，隸屬於新竹州桃園郡大園庄，大字下有「沙崙」、「後厝」、「坡堵」、「埔頂」小字名。
戰後大園庄改制為大園鄉，隸屬於新竹縣，大字亦改制為村。1950年桃、竹、苗分治，大園鄉改隸屬於桃園縣。2014年12月，桃園縣升格為直轄桃園市，大園鄉改制為大園區，村亦改制為里。

## 聚落
本地區發展較早的聚落有下海湖、沙崙、坡堵、大坡墘、小四股、埔頂、坡腳、後厝、新厝等，在日治期初期的官方地圖上已有記載。此外，本地區尚有港口、大鼎、下莊、頂厝、下厝、苗圃、後厝港、瓦窯、坡仔頭、海方厝、下坡堵、黃厝、大埔等聚落。

## 交通
省道台15線（國際路三段～二段）是關渡至香山的傳統北台灣西部海岸平面幹道，大致北北東—南南西走向轉東北—西南走向經過沙崙地區中南部。由該道路向北北東轉東南再轉東北可前往坑子口，再轉東可前往大南灣、八里等地，向西南可前往大園市區北側、觀音、崁頭厝、紅毛港、樹林子（坑子口地區北部）、貓兒錠、舊港等地，其中樹林子至貓兒錠南端鳳山溪橋路段與省道台61線（西部濱海快速公路）共線。
省道台61線又稱「西部濱海快速公路」，是八里至安南的快速公路，大致以東北東—西南西走向蜿蜒經過本地區北部近海岸地帶。由該道路向東北東可前往林口、八里等地，向西南西可前往觀音、大潭後終止主線（高架道路）通車路段，續行兩側平面車道可前往紅毛港、坑子口、貓兒錠後，兩側車道止於鳳山溪橋南岸，並以省道台15線作為代用道路至香山浸水橋始續接快速公路主線以前往中南部。
市道113號是大園至龍潭十一份的道路，其北側端點位於本地區西南部埔頂附近的省道台15線路口。由此向西南可前往圳股頭南部、大園市區，其後轉東南再轉南可前往中壢、龍潭並止於十一份的省道台3甲線路口。
區道桃22線是沙崙至海口的道路，也是本地北部濱海地帶的橫向道路，其西側端點位於本地區西北部苗圃橋旁區道桃25線路口。由此向北北東轉東北東沿海岸地帶蜿蜒而行，出境後可前往海口聚落東北側並止於區道桃23線路口。
區道桃24線是後館至海口的道路，也是本地區中部的橫向道路，大致以西南—東北走向經過本地區。由此道路向西南可前往圳股頭的後館並止於區道桃28線路口，向東北可前往海口並止於區道桃23線路口。
區道桃25線是沙崙海邊至坡堵的道路，也是本地區內部的縱向連絡道路，其西北側端點位於本地區西北部的沙崙橋。由此向東南可前往沙崙聚落、下坡堵並止於省道台15線路口。
區道桃26線（濱海路三段）是許厝港至沙崙的道路，其東北側端點位於西北部苗圃橋南側的區道桃25線路口，由此向西南轉西南西可前往太平頂、古亭、內海墘地區西部並止於許厝港一號橋東側的區道桃30線路口。

## 學校
- 竹圍國中
- 沙崙國小